# Christopher Fischer
Christopher Fischer (* 24. Januar 1988 in Heidelberg) ist ein deutscher Eishockeyspieler, der seit Mai 2023 beim EC Bad Nauheim aus der DEL2 unter Vertrag steht und dort auf der Position des Verteidigers spielt. Zuvor war Fischer unter anderem für die Adler Mannheim, Grizzly Adams Wolfsburg, Iserlohn Roosters und Schwenninger Wild Wings in der Deutschen Eishockey Liga (DEL) aktiv. Mit Mannheim gewann er im Jahr 2015 die Deutsche Meisterschaft.

## Karriere

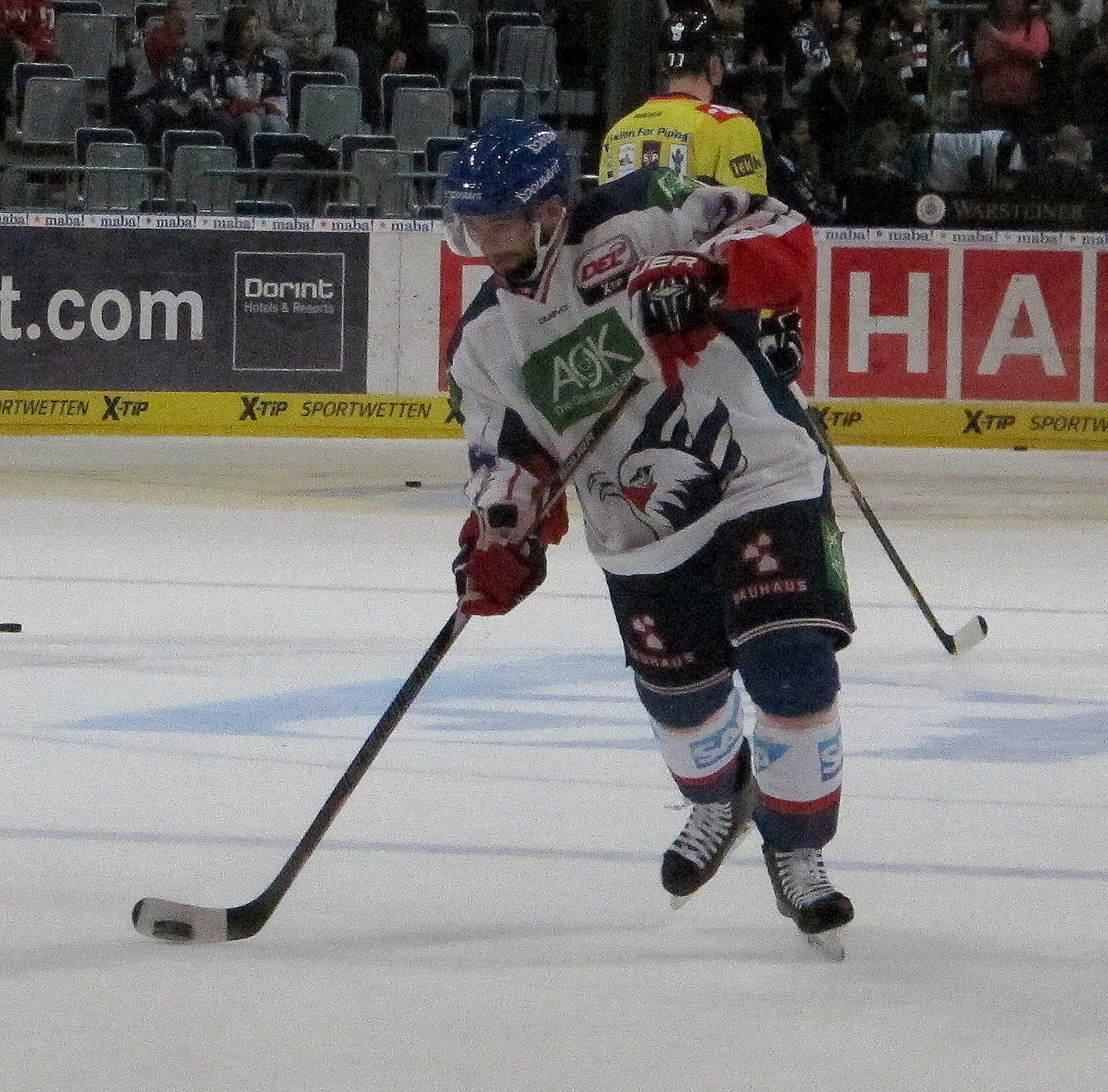
Fischer im Trikot der Adler Mannheim (2014)

Christopher Fischer begann seine Karriere bei den Jungadlern Mannheim, der Nachwuchsabteilung der Adler Mannheim aus der Deutschen Eishockey Liga (DEL). Für die Jungadler erzielte er in 104 Spielen 36 Tore sowie 84 Assists und gewann in jedem Jahr den Meistertitel in der Deutschen Nachwuchsliga (DNL). Außerdem stand er in der Saison 2004/05 in sechs Spielen für den Mannheimer ERC in der Baden-Württemberg-Liga und in einer Partie für das Mannheimer Farmteam Heilbronner Falken in der Oberliga-Spielzeit 2005/06 auf dem Eis.
Fischer hatte bei den Adlern einen Vertrag bis 2009 und spielte sowohl für Mannheim in der DEL, als auch für Heilbronn in der 2. Bundesliga. Zur Saison 2009/10 wechselte er zu den Grizzly Adams Wolfsburg, bei denen er einen Vertrag bis 2013 unterschrieb. Dort entwickelte sich Fischer zur Stütze seiner Mannschaft und zum Nationalspieler. Die Spielzeit 2012/13 verpasste Fischer allerdings aufgrund eines Knorpelschadens komplett. Bereits im Sommer 2012 wurde bekannt, dass Fischer nach der Saison zu den Adlern Mannheim zurückkehren würde. In der Saison 2014/15 wurde er Deutscher Meister mit den Adlern. Zum Spieljahr 2016/17 unterzeichnete er einen Dreijahresvertrag beim Ligakonkurrenten Iserlohn Roosters.
Im März 2019 verließ Fischer die Roosters und wechselte zu den Schwenninger Wild Wings, bei denen er einen Kontrakt über zwei Jahre Laufzeit erhielt. Für die Wild Wings absolvierte er 89 DEL-Partien, erhielt anschließend keinen neuen Vertrag und kehrte im Mai 2021 zu den Heilbronner Falken in die DEL2 zurück. Nach zwei Spielzeiten, an deren Ende der Abstieg in die Oberliga stand, wechselte der Abwehrspieler im Mai 2023 innerhalb der DEL2 zum EC Bad Nauheim.

### International
Fischer nahm an der U18-Junioren-Weltmeisterschaft 2006 sowie Anfang 2007 an der U20-Weltmeisterschaft teil, bei der er ein Tor und eine Vorlage verbuchen konnte, aber den Abstieg der deutschen U20-Junioren aus der Top-Division nicht verhindern konnte. So nahm er im Folgejahr an der U20-Weltmeisterschaft 2008 der Division I teil. Dort lieferte er in fünf Spielen sieben Vorlagen und wurde zum besten Verteidiger des Turniers gewählt. Mit seiner Leistung trug er maßgeblich zum sofortigen Wiederaufstieg der deutschen Mannschaft bei.
Mit der deutschen A-Nationalmannschaft nahm Fischer an der Weltmeisterschaft 2012 in Finnland und Schweden teil. In sieben Turnierspielen gelangen ihm zwei Tore und zwei Vorlagen. Zudem gehörte er zum deutschen Aufgebot beim Deutschland Cup 2011.

## Erfolge und Auszeichnungen
| - 2004 DNL-Meister mit den Jungadler Mannheim - 2005 DNL-Meister mit den Jungadler Mannheim - 2006 DNL-Meister mit den Jungadler Mannheim | - 2007 Oberliga-Meister und Aufstieg in die 2. Bundesliga mit den Heilbronner Falken - 2015 Deutscher Meister mit den Adler Mannheim |

### International
- 2008 Aufstieg in die Top-Division bei der U20-Weltmeisterschaft der Division I, Gruppe A
- 2008 Bester Verteidiger bei der U20-Weltmeisterschaft der Division I, Gruppe A

## Karrierestatistik
Stand: Ende der Saison 2024/25

### International
Vertrat Deutschland bei:
| - World U-17 Hockey Challenge 2005 - U18-Junioren-Weltmeisterschaft 2006 - U20-Junioren-Weltmeisterschaft 2007 | - U20-Junioren-Weltmeisterschaft der Division I 2008 - Weltmeisterschaft 2012 |

(Legende zur Spielerstatistik: Sp oder GP = absolvierte Spiele; T oder G = erzielte Tore; V oder A = erzielte Assists; Pkt oder Pts = erzielte Scorerpunkte; SM oder PIM = erhaltene Strafminuten; +/− = Plus/Minus-Bilanz; PP = erzielte Überzahltore; SH = erzielte Unterzahltore; GW = erzielte Siegtore; 1 Play-downs/Relegation; Kursiv: Statistik nicht vollständig)